# Eunereis longissima
Eunereis longissima és una espècie d'anèl·lid poliquet de l'ordre dels fil·lodòcides. Te un cos prim de 50 cm de llargada. El cap té dos palps ovoides, cadascun amb dues estructures terminals en forma de botó. Entre aquests té dues antenes curtes i en la superfície dorsal dos parells d'ulls. La seva probòscide té un parell de grans mandíbules quitinoses dentades. Als costats del cap té quatre parells de llargs tentacles. El seu color és blau grisenc o rosat.